# Karpieńczyk hiszpański
Karpieńczyk hiszpański (Aphanius iberus) – gatunek ryby z rodziny karpieńcowatych (Cyprinodontidae).

## Występowanie
Południowa i wschodnia Hiszpania, północno-zachodnia Algieria. Żyje w słonawych wodach przybrzeżnych.

## Opis
Grzbiet oliwkowozielony, boki niebieskawozielone lub jasnoniebieskie z około 15 wąskimi, jasnoniebieskimi pręgami, brzuch biały. Płetwy nakrapiane ciemnymi kropkami.